# Поскочин, Фёдор Васильевич
Фёдор Васильевич Поскочин (? — 28 ноября 1804) — русский морской офицер, контр-адмирал (1799), герой русско-турецкой войны 1787—1791 годов.

## Биография
По окончании в 1777 году Морского шляхетного кадетского корпуса был 21 апреля произведён в мичманы и направлен в Архангельск, из которого в следующем году на новопостроенном корабле «Азия» совершил переход в Кронштадт и далее плавал по Балтийскому морю.
В 1782 году был переведён в Азовскую флотилию, где был назначен командиром барка «Патмос» и патрулировал крымские берега. Назначенный в следующем году флаг-капитаном в эскадре контр-адмирала Ф. Ф. Мекензи, крейсировал в Чёрном море. В 1787 году получил в командование фрегат «Стрела».
С началом русско-турецкой войны 1787—1792 годов был произведён в капитаны 1-го ранга и переведён на линейный корабль «Св. Георгий Победоносец», на котором был в сражении с турками у острова Фидониси. Назначенный в следующем году командиром этого корабля, Поскочин в 1789 году возглавлял охранение гребной флотилии на переходе её от Севастополя к устью Дуная, после чего плавал с флотом от Севастополя до Синопа. В 1790 году участвовал в сражениях с турецким флотом в Керченском проливе и затем Хаджибейском лимане. 9 февраля 1791 года был награждён орденом св. Георгия 4-й степени (№ 416 по кавалерскому списку Судравского и № 803 Григоровича — Степанова)
За храбрые подвиги, оказанные в сражении 28 и 29 августа 790 года на Черном море против турецкого флота.
В 1791 году был назначен главным командиром Дунайской флотилии и 26 ноября 1792 года за разгром береговых укреплений турок под Браиловым (ныне Брэила) был награждён орденом св. Георгия 3-й степени
Во уважение на усердную службу, отличную храбрость и мужественные подвиги, оказанныя им 791 года марта 31-го числа во время штурмования войсками укрепления, бывшаго на острову против Браилова, отбитием неприятельскаго сикурса, потоплением 3-х транспортных судов, четырех полугалер и споспешествовал к совершенному поражению неприятеля и завладению того укрепления
Также за отличия против турок в том же году получил орден св. Владимира 3-й степени.
По окончании военных действий продолжал командовать Дунайской флотилией.
Расстроенное здоровье вынудило Поскочина в 1796 году перейти в береговую службу, где он занял должность казначея в Черноморском адмиралтейском правлении; однако на этом посту он пробыл недолго и 28 ноября 1799 года с производством в контр-адмиралы Поскочин вышел в отставку. Скончался 28 ноября 1804 года.